# Abdul Fatah Younis
Abdul Fatah Younis (en árabe: عبد الفتاح يونس‎; Jebel Akhdar, Libia, 1944 - Bengasi, Libia, 28 de julio de 2011) fue un militar y político libio que alcanzó el rango de general del Ejército de Libia.

## Biografía
Fue considerado uno de los apoyos clave de Muamar el Gadafi y número dos del gobierno libio.
Como alto jerarca del régimen de Gadafi, asistió a una reunión clave con el embajador británico en Egipto en 1992, cuando pidió perdón por la participación de Libia en la muerte de Yvonne Fletcher, y se ofreció a extraditar a sus asesinos. 
También admitió el apoyo de Libia al IRA y ofreció una indemnización a sus víctimas.
Siendo el Ministro del Interior del régimen de Muamar el Gadafi renunció el 22 de febrero de 2011 debido a la rebelión que estalló en ese país africano.
Cuando renunció, instó a los oficiales, clases y soldados del ejército libio a
"unirse a la gente y responder a sus legítimas demandas."
Los medios de comunicación controlados por el Estado afirmaron que había sido secuestrado, pero después de confirmarse que había desertado para apoyar a los rebeldes, se declaró Comandante en Jefe de sus fuerzas armadas.
Más tarde, en una entrevista con John Simpson el 25 de febrero, dijo:
"Gadafi lucha hasta la muerte o el suicidio."
Abdul Younis fue asesinado el 28 de julio de 2011, en circunstancias no aclaradas, tras desaparecer la víspera, cuando se dirigía hacia Bengasi desde el frente de Brega para declarar ante una comisión judicial, supuestamente por graves errores en la dirección de la ofensiva rebelde. Tras las protestas de sus partidarios, que exigían la liberación de su líder, Mustafa Abdel Yalil, presidente del Consejo Nacional de Transición, compareció esa misma noche informando del atentado, en el que también murieron dos coroneles, atribuyéndolo a un comando gadafista. Sin embargo, su afirmación de que se buscaban los cadáveres, hallados finalmente calcinados, despertó las sospechas de que los autores del asesinato pudieran pertenecer a sectores rivales dentro de las filas rebeldes. Colaboradores del militar asesinado informaron de que su jefe había sido detenido por miembros de un grupo paramilitar rebelde, la Brigada 17 de febrero, dirigida por el ingeniero Fauzi Bukatef. Por su lado, el régimen de Gadafi atribuyó el asesinato a islamistas de Al Qaeda.